# Hispania, la leyenda
Hispania, la leyenda es una serie de televisión española ambientada en la península ibérica durante el siglo II a. C.. Producida por Bambú Producciones para Antena 3, se estrenó el 25 de octubre de 2010. Creada por Ramón Campos, fue rodada en Madrid y parajes naturales de la comarca de La Vera, en Cáceres.
La primera temporada consta de nueve episodios de más o menos una hora de duración cada uno, siendo emitida en Antena 3 entre el 25 de octubre de 2010 y el 11 de enero de 2011, mientras que la segunda, compuesta por ocho episodios, se emitió entre el 10 de mayo y el 28 de junio del mismo año. La tercera y última temporada de la serie consta de 3 episodios, emitidos entre el 11 y el 25 de junio de 2012. La serie narra la historia de Viriato quien, junto con un grupo de lusitanos, intenta liberar a su pueblo del ejército romano.

## Argumento
La serie es un drama histórico que presenta el período en el que Viriato aglutina a varios pueblos hispanos, como los lusitanos, vetones, arévacos, tittos y bellos, quienes con él a la cabeza, se enfrentan a los romanos encabezados por Galba. En su presentación de la serie, la página web de Antena 3 proporciona la siguiente introducción:

Hispania, siglo II a.C. En un mundo en el que el poder de unos pocos rige la vida de muchos, un grupo de rebeldes hispanos liderados por Viriato, se forja su propio destino. Lucharán contra Roma para defender su territorio: Hispania.

La serie también se acerca a las vidas y fortunas de los personajes del entorno de Viriato como Sandro, Darío, Paulo y Héctor que, sin ser guerreros, se convierten en ello con el objetivo de liberar a Hispania del yugo romano, pero también de salvar a sus mujeres, vengar la muerte de sus hijos o recuperar la tierra donde crecieron. La historia evoluciona conforme al avance de la serie como los enfrentamientos entre los pueblos en la primera temporada consiste en una guerra de guerrillas y se emprenden batallas tras unirse nuevas aldeas a la causa del pueblo de Caura, al igual que en el campamento romano hay enfrentamientos internos debido a la llegada de Fabio.
En la primera temporada Galba recibe órdenes del Senado romano para que intente preservar la paz, él, en cambio, decide demostrar la fuerza del ejército al asesinar a decenas de personas durante la rendición de los lusitanos, un evento conocido como la matanza de Galba. Viriato, uno de los supervivientes, cree que su hija ha sido asesinada en el campo de batalla, y decide enfrentarse a los romanos. A él le acompañan otros tres más, Sandro (su cuñado), Darío (el hijo del jefe de Caura) y Paulo (un joven que estaba a punto de casarse cuando los romanos atacaron su pueblo y se llevaron a mucha gente, entre ellos su prometida) y, más tarde, Héctor (aunque las intenciones de este último son económicas), escondiéndose en una cueva en las montañas para que no les descubran. Los cinco lusitanos encuentran a un grupo de soldados y deciden atacarlo, sin saber que esos soldados están escoltando a la mujer del pretor mientras ésta se marcha de allí. Esto hace que el pretor obligue a su mujer a permanecer en el campamento, ya que es la única que sabe cómo es Viriato. Más tarde, los rebeldes logran rescatar a buena parte de los prisioneros de la matanza de Galba.
Los éxitos de los rebeldes hacen que Galba ataque el pueblo de Caura para obligar a los lusitanos a contarle la verdad. Uno de ellos, Teodoro, el hombre rico del pueblo, decide contarle todo lo que sabe a espaldas del pueblo, mientras que Héctor le informa de algunos de los movimientos de Viriato, movido por su codicia, lo cual complica las acciones de los rebeldes. Esto culmina en un ataque contra los rebeldes ocultos en las montañas, en el que muchos mueren y más son hechos prisioneros. Viriato decide entregarse para salvar la vida de Darío - y averiguar dónde está su hija, que sobrevivió a la masacre y fue enviada a Roma como esclava para el hijo de Galba - para que Darío pueda trazar un plan junto a su padre y los otros jefes. Teodoro es expulsado del pueblo cuando se hace patente su traición, y los lusitanos logran engañar a los romanos, haciéndoles creer que, en la batalla en la que van a enfrentarse a ellos, el ejército de los lusitanos va a ser pequeño, cuando en realidad es mucho mayor de lo que ellos esperan, y logran la victoria sobre ellos. Viriato se enfrenta a Galba, aunque finalmente Claudia, su esposa, le clava una daga por la espalda. Darío es nombrado jefe del Consejo de Nobles tras el fallecimiento de su padre en la batalla, y pronto llegan noticias de la pronta venida de más soldados romanos tras la victoria sobre Cartago.
En la segunda temporada Viriato irá a Roma junto con Paulo a buscar a Altea, hija del primero, y a Nerea, prometida del segundo. Mientras tanto, en la aldea, han pasado el invierno aguardando la guerra y haciendo a la aldea inaccesible para los enemigos, al tiempo que se produce la llegada del hijo de Galba, Fabio, quien quiere hacerse con el control del ejército romano y la aldea, y vengar la muerte de su padre. Durante el invierno, Teodoro ha ocultado a Galba en las cuevas, allí lo ha mantenido sedado esperando su mejoría. Pero los planes de Claudia y Marco se truncarán cuando Galba vuelva al campamento. Galba pretende acabar con Viriato utilizando a Altea, que se ha convertido en una esclava romana. Gaia, la esclava de Fabio, lleva la niña a Caura rompiendo la estrategia de Galba. Una nueva batalla termina con la victoria de los romanos que se hacen con el control de Caura y nombran líder del consejo a Teodoro. Los hispanos se trasladan a las cuevas, donde se infectan de una epidemia que hace peligrar la vida de todos. Darío se entrega a los romanos, contagiándose previamente del virus, y extiende la epidemia por el campamento. Finalmente, encuentran una cura y Darío es liberado.
Alejo se entera de que el hijo de Helena no es suyo, sino de Viriato, y lo abandona en el bosque donde es encontrado por los romanos. Mientras tanto, Fabio amenaza con quitar la vida a Claudia si su padre no le deja irse del campamento, Galba acepta, pero Fabio se lleva a Claudia con él. Galba propone un intercambio a Viriato, el niño a cambio de Claudia. Se produce el intercambio, pero Paulo descubre que Nerea está en el campamento y se enfrenta a los militares, Marco mata a Nerea. Galba lee una carta de Fabio en la que revela que Claudia le intentó matar por la espalda. Héctor es descubierto ayudando a Sandro, que estaba capturado, y el Pretor le propone un intercambio: la cabeza de Viriato por la vida de su hermano.
En la tercera temporada Viriato destruye el campamento romano venciendo una vez más el ejército de Galba. Galba, salvado por su hijo Fabio, huye hacia el cercano campamento romano, dirigido por su viejo amigo Quinto. Pero aquel no está dispuesto a ayudarle porque Roma ordenó firmar la paz con Viriato y proclamarlo rey de los hispanos y amigo de Roma. Luego Quinto se entera por Viriato de los crímenes que cometía Galba siendo pretor y ordena encarcelarlo junto al general Marco. Quinto se prepara para viajar junto a Viriato a Roma para que éste testifique ante el Senado de Roma contra Galba. Sus mejores amigos, Paulo, Sandro y Darío, están dispuestos a acompañarle. Fabio viene a visitar a su padre pero se niega a ayudarle otra vez. 
Mientras tanto los lugartenientes de Viriato capturan a su viejo enemigo, Alejo de Urso junto a Áldara, la estafadora que se hacía pasar por la hermana de Paulo. El consejo condena a muerte a ambos. Pero por la noche los viejos amigos de Alejo, pagados por la mujer de Galba, liberan a los dos. Después Claudia le paga para que el traidor mate a Viriato sea como sea. Por la noche Viriato sueña con una mujer que les dice a él y a sus tres amigos que morirán, decidiendo viajar a Roma sin ellos para no poner sus vidas en peligro. Parte esa misma mañana hacia Roma junto a Quinto, Claudia, Galba y Marco (estos dos encarcelados). Durante el viaje la mujer de Galba soborna al general de Quinto. Después, cuando toda la comitiva se detiene para descansar, Galba le cuenta a Viriato que Alejo ha reclutado los más sanguinarios mercenarios y ahora mismo se está dirigiendo hacia Caura. Al principio Viriato no le cree pero luego Galba lo convence de que no es mentira. Entonces Viriato retorna hacia Caura llevando consigo a Claudia como rehén. Cuando Quinto sale de su tienda, el general sobornado lo aturde y libera a Galba y a Marco.
Lo que ha dicho Galba no es mentira: Alejo de verdad ha reunido a unos bandidos y se acerca por la noche a Caura. Los habitantes no están preparados para un ataque y los toman prisioneros a todos. Alejo ordena poner en el edificio central de la aldea a Paulo, Darío, Sandro y Fabio. Y luego les dice: "Al matar a Viriato, yo voy a acusaros de su muerte". Mientras tanto, Viriato se está acercando a Caura.

## Reparto y personajes

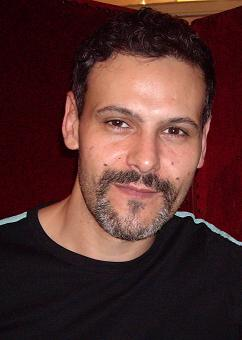
El actor leonés Roberto Enríquez interpreta a Viriato.

El personaje principal de la serie es Viriato, interpretado por Roberto Enríquez, un pastor que, tras el secuestro de su hija, decide acabar con el ejército romano; él no puede hacerlo sólo y otros lusitanos le ayudan pero existen discrepancias entre ellos y debe mantener al grupo unido. Los que le ayudan son Sandro, Darío, Paulo y Héctor: el primero, interpretado por el antiguo campeón de España de boxeo libanés de origen armenio Hovik Keuchkerian, es el herrero de la aldea y cuñado de Viriato, confía en el pastor y le sigue a cualquier parte; Darío, interpretado por Alfonso Bassave, hijo de Césaro (Lluís Marco), miembro del Consejo de Nobles, su intención es hacer ver a los demás pueblos hispanos lo que hacen los romanos; Paulo, interpretado por el ganador de un Goya Juan José Ballesta, es un joven que quiere recuperar a su prometida que ha sido convertida en esclava por los romanos; por último Héctor, el hermano de Sandro, interpretado por Pablo Derqui, es interesado y su única intención es venderse al mejor postor.
Los enemigos ante los cuales los lusitanos deben enfrentarse son los romanos, cuyos personajes más importantes son Servio Sulpicio Galba, Claudia y Marco: el primero es un pretor cruel y desconsiderado cuya única intención es conseguir méritos militares para alzarse con el título de cónsul; Claudia, interpretado por Nathalie Poza, es su mujer, hija de un senador llamado Tulio que es asesinado por unos hombres contratados por su marido, está acostumbrada a que se cumplan sus deseos y no soporta a su marido; el primer oficial del ejército es Marco, interpretado por Jesús Olmedo, se encarga de realizar el trabajo sucio del pretor, un hombre disciplinado que no se pone límites.
En el pueblo lusitano hay más personajes, los de mayor importancia son Teodoro, Helena, Alejo y Bárbara. El primero, interpretado por Antonio Gil Martínez, es uno de los más ricos de la aldea y pertenece al Consejo de Nobles, su intención es conseguir ser más rico de lo que es y apoya a los romanos. Helena es su hija, interpretada por Manuela Vellés, a quien ha prometido con un rico celtíbero aunque ella en realidad quiere a Viriato. Alejo, interpretado por Javier Rey es el prometido de Helena, un joven con dinero que solo se preocupa por sus bienes. Bárbara, interpretada por Luz Valdenebro, es la mujer de Sandro y hermano de Viriato, y nunca duda en ayudar a quien la necesita, fallece al final del cuarto episodio tras recibir numerosas torturas, suicidándose con una daga justo cuando venían Viriato y Sandro a rescatarla.
Las esclavas de Claudia son Nerea y Sabina, la primera, interpretada por Ana de Armas, es la prometida de Paulo y su única intención es escapar del campamento para volver con su prometido; Sabina, interpretada por Ángela Cremonte, ha sido desde muy pequeña la esclava de la mujer del pretor y se ha dejado adiestrar con el tiempo por la romana.
Para la segunda temporada se incorporan Iván Sánchez como Fabio, el nuevo general e hijo del pretor Galba fruto de una relación anterior a Claudia, Thais Blume como Gaia, la esclava leal de los Sulpicio, Juana Acosta hermana de Paulo y Ana Rujas el amor prohibido de Darío.

## Producción

### Concepción
La idea de la serie nació durante el rodaje de la serie Gran Reserva, ya que los productores querían realizar una serie en donde sus localizaciones estuvieran alejadas las unas de las otras. Además, uno de ellos, Ramón Campos, era gran admirador de las historias en las que el débil se levanta contra el fuerte. Los creadores creyeron que el proyecto no iba a ser aceptado por ningún canal, hasta que recibieron la llamada de Antena 3, que en un principio rechazó el proyecto.

### Redacción del guion
El creador, Ramón Campos, suele utilizar una libreta en donde apuntar todas las ideas que se le ocurren sobre el proyecto, éste partió de una premisa inicial: Roma no quería conquistas más allá de la costa levantina y andaluza para así tener al completo el llamado mare Nostrum y envió al pretor Galba para que estuviera en paz con las tribus del resto peninsular, pero el pretor decidió acabar con ellas. Viriato, que fue uno de los supervivientes, decidió vengarse y adiestró a un grupo de campesinos para luchar contra Roma, venciendo en numerosas batallas. El Senado decidió enviar un ejército formado por 20.000 soldados para acabar con los lusitanos, pero fueron igualmente vencidos. Firmaron un tratado de paz y Viriato fue nombrado "Amicus populi romani", pero un año después fue derogado y Marco Popilio Lenas pagó a tres de sus soldados, Audax, Minuro y Ditalco, para que acabaran con Viriato. Tras el asesinato se negó a pagarles diciendo la frase "Roma no paga a traidores". Para dar verosimilitud a la historia contó con Mauricio Pastor, profesor de la Universidad de Granada y especialista en Viriato, siendo autor del libro Viriato, la lucha por la libertad, que dio cierta libertad a los guionistas.

### Dirección
Los encargados de dirigir la serie durante la primera temporada fueron Carlos Sedes, Alberto Rodríguez, Santiago Amodeo y Jorge Sánchez-Cabezudo, mientras que para la segunda sólo siguió Sánchez-Cabezudo y contrataron a Pablo Malo y a Félix Viscarret, todos ellos habían realizado trabajos en el cine. Según comentó Viscarret, la productora buscaba una dinámica cinematográfica por lo que optaron por buscar directores con experiencia en este medio.

### Elección del reparto
Las elecciones de los actores han sido diferentes para los distintos actores como puede ser que Manuela Vellés tuvo que realizar una audición en donde se presentaron multitud de personas, al igual que hizo Iván Sánchez en diciembre de 2010 para incorporarse en la segunda temporada, mientras que Hovik Keuchkerian fue elegido porque conocía a uno de los guionistas con el que había trabajado en Paramount Comedy. Para montar a caballo o aprender a manejar las armas, los actores estuvieron mes y medio antes del comienzo de las grabaciones aprendiendo sobre ello por el equipo de Ignacio Carreño, si bien Alfonso Bassave y Juan José Ballesta sabían, mientras que el resto apenas. Carreño explicó que también les enseñaba a como tirarse.
Debido a que eran necesarios 500 figurantes para las escenas de batalla fue necesario la realización de algunos casting, en ellos se exigía que para ser un lusitano se debería tener barba, pelo largo o media melena y para un romano barba y cabello corto con un mínimo, aunque con un mínimo tres dedos de tamaño. Para la primera temporada se realizaron audiciones en casi todos los pueblos de la comarca de La Vera, entre los que se encuentran Jaraíz, Torremenga, Jarandilla, Aldeanueva, Garganta la Olla, Guijo de Santa Bárbara y Cuacos de Yuste. También en otras localidades como Navalmoral de la Mata, Plasencia, Hervás, Piornal y Cáceres, aunque el definitivo se hizo luego en Madrid. Para los de la segunda se realizó el 29 de abril casting en Jarandilla de la Vera.

### Rodaje
El rodaje de la primera temporada comenzó el 26 de julio de 2010 y acabó en diciembre del mismo año; y el comienzo de la segunda en febrero del año siguiente que se finalizó a mediados de abril los exteriores, pero en interiores no lo hará hasta verano, el rodaje de cada episodio suele estar entre las dos y las tres semanas y son rodados en alta definición en formato 16:9 HD con dos cámaras HDW-F900R de la marca Sony.
Los poblados romano e hispano también fueron construidos en esta zona, el primero en Jaraíz y el segundo en la Dehesa Boyal de Torremenga, al igual que el rodaje de los exteriores, mientras que los interiores se rodaron en los estudios de Boadilla del Monte. El director explicó que el motivo por el que se escogió Extremadura para rodar los exteriores era porque permitía que con la cámara se pudieran ver grandes extensiones de terreno, al igual que las montañas y el terreno de color verde, que permitían dar un toque épico a la trama.

### Dirección artística
Algunos de los muebles utilizados son los mismos que los de la serie Roma y proceden de Italia. Debido a las numerosas escenas a caballo, fue necesario un profesor de hípica y los animales fueron los utilizados en las películas El reino de los cielos y El último samurái. El vestuario de los soldados pesa unos 20 kilos y ha sido confeccionado exclusivamente para la serie.

### Postproducción
La música ha sido realizada por Federico Jusid, quien cuenta entre sus trabajos la película El secreto de sus ojos. La postproducción se realiza en Bouquet Films y El Ranchito.

## Recepción
El inicio de sus promociones supuso la polémica por sus similitudes entre estas promociones y el libro El nombre del viento de Patrick Rothfuss. En algunas páginas, como Filmaffinity, es valorada como una pobre producción con temática sobre la Antigua Roma. A pesar de ello ha recibido algunas nominaciones a premios como el ALMA al mejor guion de serie de televisión, Fotogramas de Plata al mejor actor para Lluís Homar, así mismo, Homar es premiado por la Academia de TV por su papel de Galba. Según palabras de la profesora Mar Chicharro, la serie tuvo una aceptable recepción por parte de la audiencia debido a que, aunque el televidente no tiene un conocimiento de primera mano sobre el tema, sí tiene referencia a través de lo que ha estudiado u oído, y su mente tiende a contrastar. Esto lleva al espectador a percibir como real y cercano lo que está viendo, confundiendo la ficción con la realidad.

## Desviaciones históricas
A pesar de contar con la asesoría histórica del profesor de la universidad de Granada Mauricio Pastor, la serie fue criticada en los medios de comunicación por su falta de rigor histórico y por su recurrencia a los tópicos, y así, aspectos como la indumentaria de los personajes, el ejército romano con detalles como la falta de tropas auxiliares, el uso de estribos en los caballos, la recreación de los interiores, los propios nombres de los personajes o la forma de sujetar el arco, que es tan errónea que conduciría a la pérdida del pulgar del tirador, son algunas de las inexactitudes en la representación de los acontecimientos y personajes. Asimismo, recibió críticas la moderna apariencia tanto de los personajes como de los escenarios o el guion por la pobreza de sus diálogos. Otro profesor, Guillermo Calleja, dijo que la ambientación estaba muy idealizada y la imaginación era desbordante en algunos casos, como la atracción que siente una patricia romana hacia un extranjero o el tratamiento que se le da a las falcatas, todas iguales, cuando en realidad tenían el tamaño acorde a la medida del guerrero desde la punta de los dedos hasta el codo.
En respuesta a tales críticas, el asesor Mauricio Pastor dijo, entre otras cosas, lo siguiente:

Si los personajes son así es porque en ficción tienes que conseguir que tus personajes sean reconocibles y cercanos para el público. Buscar siempre la identificación. Por eso nuestros hispanos están algo “occidentalizados”.

A esto comentó con acento crítico el escritor de historia antigua Gabriel Castelló, quien constató:

La gran oportunidad de retomar el camino de las grandes series se ha desperdiciado. Es una verdadera lástima. Nuestras tierras atesoran momentos épicos y dramáticos suficientes para rodar mil series, pero los guionistas de Antena 3, y la presión del share, han incurrido en los peores errores que puede cometer quien recrea la antigüedad clásica: montar un argumento sin ningún rigor histórico ni lógico.

## Episodios y audiencias
El 25 de octubre se estrenó la serie, aunque en un principio se tenía pensado para el 20 de ese mismo mes, enfrentándose en sus dos primeras emisiones al telefilm Felipe y Letizia, ganando en ambas emisiones, aunque con escasa diferencia. A la semana siguiente Telecinco presenta un programa del estilo de Tengo una pregunta para usted con Belén Esteban, pero casi duplicó los datos del programa. La cadena rival puso el programa Más allá de la vida siendo las diferencias aún mayores que la semana anterior. En su quinta emisión la cadena programa la veterana Hospital Central pero no les hizo modificar las audiencias. A lo largo de estas cinco primeras emisiones obtuvo una media de 4.635.000 espectadores con un 23,6% de cuota de pantalla, convirtiéndose en el mejor estreno del año y la cadena decidió renovarla por otra entrega con nueve episodios. Con motivo de las fechas navideñas, Antena 3 decide reservar el final de la primera temporada para enero de 2011. El último episodio, a pesar de volver a liderar la noche, no consiguió el mismo éxito debido al estreno de la serie The Walking Dead en La Sexta.
En la segunda temporada consigue una media de 2 795 000 con un 15% de cuota de pantalla y la tercera 2 285 000 con un 13%.
| Temporada | Temporada | Episodios | Estreno               | Final               | Audiencia media | Audiencia media | Audiencia media |
| Temporada | Temporada | Episodios | Estreno               | Final               | Espectadores    | Cuota           |                 |
| --------- | --------- | --------- | --------------------- | ------------------- | --------------- | --------------- | --------------- |
|           | 1         | 9         | 25 de octubre de 2010 | 11 de enero de 2011 | 4 361 000       | 22,9%           |                 |
|           | 2         | 8         | 10 de mayo de 2011    | 28 de junio de 2011 | 2 795 000       | 15,0%           |                 |
|           | 3         | 3         | 11 de junio de 2012   | 25 de junio de 2012 | 2 285 000       | 13,0%           |                 |
| Total     | Total     | 20        | 25 de octubre de 2010 | 25 de junio de 2012 | 3 147 000       | 17,0%           |                 |

| Primera temporada |           |                                 |                         |                                  |
| # (total)         | # (temp.) | Título                          | Fecha de emisión        | Espectadores y cuota de pantalla |
| 1                 | 1         | «El nacimiento de una leyenda»  | 25 de octubre de 2010   | 4 768 000 - 22,7%                |
| 2                 | 2         | «La liberación de los esclavos» | 27 de octubre de 2010   | 5 116 000 - 24,7%                |
| 3                 | 3         | «La muerte de Viriato»          | 3 de noviembre de 2010  | 4 793 000 - 25,8%                |
| 4                 | 4         | «El rescate de Bárbara»         | 10 de noviembre de 2010 | 4 200 000 - 21,7%                |
| 5                 | 5         | «Asesinos»                      | 24 de noviembre de 2010 | 4 411 000 - 23,2%                |
| 6                 | 6         | «Sacrificios»                   | 1 de diciembre de 2010  | 4 243 000 - 23,8%                |
| 7                 | 7         | «La traición»                   | 8 de diciembre de 2010  | 4 194 000 - 22,7%                |
| 8                 | 8         | «La derrota»                    | 15 de diciembre de 2010 | 4 145 000 - 24,1%                |
| 9                 | 9         | «La batalla final»              | 11 de enero de 2011     | 3 376 000 - 17,8%                |
| Segunda temporada |           |                                 |                         |                                  |
| 10                | 1         | «El regreso»                    | 10 de mayo de 2011      | 3 050 000 - 16,0%                |
| 11                | 2         | «Traidores»                     | 17 de mayo de 2011      | 3 130 000 - 16,2%                |
| 12                | 3         | «Altea»                         | 24 de mayo de 2011      | 2 761 000 - 14,8%                |
| 13                | 4         | «Caura»                         | 31 de mayo de 2011      | 3 035 000 - 15,9%                |
| 14                | 5         | «Infectados»                    | 7 de junio de 2011      | 2 559 000 - 12,7%                |
| 15                | 6         | «Secretos»                      | 14 de junio de 2011     | 2 770 000 - 14,9%                |
| 16                | 7         | «Hijos»                         | 21 de junio de 2011     | 2 660 000 - 15,2%                |
| 17                | 8         | «El intercambio»                | 28 de junio de 2011     | 2 399 000 - 14,3%                |
| Tercera temporada |           |                                 |                         |                                  |
| 18                | 1         | «Victoria»                      | 11 de junio de 2012     | 2 718 000 - 14,6%                |
| 19                | 2         | «Paz romana»                    | 18 de junio de 2012     | 2 066 000 - 12,5%                |
| 20                | 3         | «El final de la leyenda»        | 25 de junio de 2012     | 2 070 000 - 12,0%                |

| Especiales |                                   |                    |                                   |
| #          | Título                            | Fecha de emisión   | Espectadores y cuota de pantalla  |
| 1          | «Hispania, un viaje en el tiempo» | 10 de mayo de 2011 | 1 290 000 - 10,1%[cita requerida] |

### Evolución de audiencias
| Temporada | Temporada | Episodio número | Episodio número | Episodio número | Episodio número | Episodio número | Episodio número | Episodio número | Episodio número | Episodio número |
| Temporada | Temporada | 1               | 2               | 3               | 4               | 5               | 6               | 7               | 8               | 9               |
| --------- | --------- | --------------- | --------------- | --------------- | --------------- | --------------- | --------------- | --------------- | --------------- | --------------- |
|           | 1         | 4.768           | 5.116           | 4.793           | 4.200           | 4.411           | 4.243           | 4.194           | 4.145           | 3.376           |
|           | 2         | 3.050           | 3.130           | 2.761           | 3.035           | 2.559           | 2.770           | 2.660           | 2.399           | —               |
|           | 3         | 2.718           | 2.066           | 2.070           | —               | —               | —               | —               | —               | —               |

## Productos derivados de la serie
En verano de 2010, al tiempo que se llevaba a cabo el rodaje, se lanzaba en Internet el juego oficial de la serie, de estrategia en línea multijugador, donde cada usuario elige ser romano o hispano y construye su propia civilización. El juego también tuvo éxito con un total de 170.000 de usuarios.
El 27 de abril de 2011 se pone a la venta la primera temporada de la serie en DVD, formada por cuatro discos, distribuida por Divisa Home Video.
Tras finalizar la segunda temporada, se pone a la venta la primera novela basada en la serie, La fuerza del pasado.